# Novigrad (Zadarska županija)
Novigrad je naselje i općina u Zadarskoj županiji.

## Opis
Da se razlikuje od istoimenih općina, koriste se još i nazivi Novigrad zadarski i Novigrad dalmatinski.

## Zemljopis
Istoimeno mjesto Novigrad je slikoviti povijesni dalmatinski gradić smješten na južnoj obali Novigradskog mora u dugom strmom zaljevu 33 km sjeveroistočno od Zadra, izgrađen na ostacima tvrđave iz 13. stoljeća na vrhu strmog brijega iznad grada.

## Stanovništvo
Naselja općine prema broju stanovnika:
- Novigrad: 481
- Paljuv: 334
- Pridraga: 1346

| broj stanovnika | 1405  | 1400  | 1728  | 1764  | 1979  | 2322  | 2570  | 2577  | 3029  | 3139  | 3260  | 3417  | 3103  | 2920  | 2368  | 2375  | 2160  |
|                 | 1857. | 1869. | 1880. | 1890. | 1900. | 1910. | 1921. | 1931. | 1948. | 1953. | 1961. | 1971. | 1981. | 1991. | 2001. | 2011. | 2021. |

| broj stanovnika | 637   | 848   | 880   | 969   | 966   | 1094  | 1178  | 934   | 889   | 860   | 800   | 837   | 662   | 640   | 542   | 534   | 481   |
|                 | 1857. | 1869. | 1880. | 1890. | 1900. | 1910. | 1921. | 1931. | 1948. | 1953. | 1961. | 1971. | 1981. | 1991. | 2001. | 2011. | 2021. |

## Povijest
Naseljen je od brončanog doba, s gradinskim naseljem na mjestu današnje tvrđave, otkad ovaj kraj naseljavaju «Liburni». Utvrda i naselje nastavili su život i u rimsko doba, kao i nakon doseljenja Hrvata u današnju domovinu u 7. stoljeću, što dokazuju razno ostaci, posebno crkve i dijelovi crkvenog namještaja i drugo.
- 976. godine:  porušena benediktinska opatija dvojnog titulara sv. Pavla ili sv. Kate.
- 1220. godine: obnovljena rimska utvrda i nazvana CASTRUM NOVUM ili Fortica
- 1282. godine: ličko - krbavski velikaš Juraj Gusić Kurjaković podigao tvrđavu kako bi zaštitio svoje posjede oko Novigrada.
- 1386. godine: u tvrđavi zatočena hrvatsko-ugarska kraljica Marija Anžuvinska i njena majka Elizabeta Kotromanić, žena Ludovika I. Anžuvinca i kći bosanskog bana Stjepana II. Kotromanića (po legendi je kraljica Elizabeta u zatočeništvu izvezla kraljevski plašt – «Planitu», koja se čuva u župnoj crkvi Sv. Marije u Novigradu).
- 1387. godine: kraljica Elizabeta umorena ili je umrla prirodnom smrću.
- 1387. godine: (od siječnja do travnja) tvrđava su s morske strane opsjeli Mlečani, a s kopna knezovi Ivan Krčki (Frankopan) i Budislav Kurjaković Krbavski. U tvrđavi je hrvatski ban Ivan Paližna držao zatočenu kraljicu Mariju Anžuvinsku, zaručnicu Žigmunda Luksemburškog.
- 1387. godine: kraljica Marija Anžuvinska oslobođena iz zatočenistva.
- 1526. godine: Novigrad (kastel s podgrađem) imao je 1054 stanovnika.
- 1551. godine: u Novigradu napisan Novigradski zbornik starohrvatskog običajnog prava. Novigradski zbornik počinje riječima: "Na slavu božju 1551. na 12. veljače u Novigradu. Ovdje dolje napisat ćemo običaje, koji su bili na tlu Hrvatske između Knina i Nina, kojih su se običaja držali naši djedovi i pradjedovi i mi poslije njih.[4]
- 1571. godine: brojna turska vojska i topništvo Ferhat Sandžaka od Bosne opsjedala je Novigrad, ali su izdržljivi i hrabri branitelji, među kojima se istaknuo kapetan Luka Halaburić, očuvali tvrđavu i prisilili Turke na uzmak.
- 1633. godine: Mletački dužd Francesco Erizzo svojom dukalom udovoljio je zahtjevima Novigrađana: da ih se oslobodi od plaćanja državnog poreza t.zv. desetine, jer nisu mogli obrađivati svoje polje zbog blizine turske granice, da im se popravi župna crkva koja je bila u trošnom stanju, te da im odobri jednog kirurga. Desetina je tada iznosila 200 dukata godišnje, za popravak crkve odobren je iznos od 50 dukata, a za uzdržavanje kirurga određen je iznos plaće jednog vojnika u tvrđavi.
- 1647. godine: Mlečani pod zapovjedništvom generalnog providura Leonarda Foscola oslobodili Novigrad od Turaka.
- 1662. godine: u boju s Turcima na Otresu (pokraj Bribirskih Mostina) poginuo don Vicko Vlatković, župnik Novigrada, te velik broj Novigrađana (imena su im nepoznata).
- 1700. godine: obnovljena crkva sv. Kate, koja je bila srušena u ciparskom ratu 1571.
- 1708. godine: restaurirana tvrđava - Fortica.
- 1718. godine: temeljito obnovljena (pregrađena) stara župna crkva Rođenja Blažene Djevice Marije (Male Gospe).
- 1744. godine: arhiđakon don Ivan Vlatković ispisao Statut lige kotara ninskoga »Za držati ga pri sebi i svojih poslidnjih u kući svojoj u Novome gradu«.
- 1745. godine: u Novigradu rođen Petar Ante Zorzi, kardinal svete Rimske crkve, nadbiskup i metropolit Udina u Italiji.
- 1776. godine: u Novigradu potpisan sporazum između Mlečana i austrijskih vlasti o uređenju pograničnih područja. S mletačke strane nazočio je generalni providur Dalmacije Gradenigo, a s austrijske pukovnik Aspremont. Sporazum je nazvan Novigradska konvencija prijateljstva.
- 1777. godine: u Novigradu ratificirana Novigradska konvencija prijateljstva.
- 1797. godine: austrijske trupe pod zapovjedništvom pukovnika Danesa zauzele Novigrad.
- 1798. godine: Novigrad postaje sjedište Mirovnog suda (u vrijeme prve austrijske vladavine).
- 1798. godine: Novigrad postaje sjedište Mistnog starješinstva, poput još 22 dalmatinska kotara.
- 1800. godine: podignuta crkva sv. Nikole.
- 1811. godine: dekretom generalnog guvernera Ilirskih pokrajina Bertranda u Ljubljani osnovana općina Novigrad, a s radom je počela 1.1.1812. U sastav općine, uz Novigrad, ušla su sela: Starigrad, Seline, Jasenice, Kruševo, Gornji Karin, Donji Karin, Popović, Donje Biljane, Gornje Biljane, Smilčić, Donji Kašić, Islam Grčki, Islam Latinski, Paljuv, Podgradina, Posedarje (ušlo u sastav općine 1813.), Slivnica i Vinjerac.
- 1878. godine: osnovano Prvo Ribarsko Društvo Novigradsko, prvo u Dalmaciji.
- 1885. godine: prijestolonasljednik Rudolf Habsburški (sin cara Franje Josipa I.) posjetio Novigrad. Povodom njegova dolaska Općina Novigradska izdala pjesmu prigodnicu.
- 1890. godine: Novigrad je imao 969 stanovnika.
- 1907. godine: članovi Narodne (narodnjačke) stranke osnovali Gospodarsku blagajnu za štednju i zajmove.
- 1921. godine: Novigrad je imao 1178 stanovnika.
- 1923. godine: izbila tučnjava između pristalica HSS-a i žandara, osnovan nogometni klub Lav, koji je kasnije promijenio ime u NOŠK.
- 1941. – 1945. g.: u Drugom svjetskom ratu nastradale 52 osobe.
- 1955. godine: podignuta Tvornica ribljeg brašna.
- 1960. godine: započela s radom Dječja konfekcija (Kondal Novigrad).
- 1962. godine: ukinuta Općina Novigrad.
- 1971. godine: Novigrad je imao 837 stanovnika.
- 1974. godine: otvorena nova zgrada Osnovne škole.
- 1978. godine: osnovano dobrovoljno vatrogasno društvo Novigrad.
- 1991. godine: Novigrad je imao 612 stanovnika.
- 1992. godine: 2. siječnja jugoslavenska vojska i četnici okupirali Novigrad, u mjestu je ostalo 5 osoba. * 1993. godine: 25. siječnja u vojno-redarstvenoj akciji Maslenica Novigrad oslobođen od velikosrpske okupacije.
- 1993. godine: u Domovinskom ratu poginule 4 osobe.

Godine 1925. u Novigradu su se održale velika proslava i svečana akademija. Okupili su se mještani Novigrada i svih okolnih naselja. Ukrašenim su brodovima u Novigrad došli mještani Jasenica, Krušćice, Obrovca, Posedarja, Ražanca, Selinā, Starigrada, Tribnja, Vinjerca i dr., a mještani naseljā iz kopnenoga dijela spustili su se do Novigrada u svečanim kolonama. Povodom proslave Novigrad je ukrašen cvijećem i zastavama, a na zgradu općine postavljena je spomen-ploča kralju Tomislavu i Hrvatskome Kraljevstvu. Ploča je za vrijeme Drugoga svjetskog rata, tijekom kojega je Fašistička Italija okupirala Novigrad, skinuta sa zgrade i zakopana kako bi se očuvala. Vraćena je 1971. tijekom Hrvatskoga proljeća, no uništena je u Domovinskome ratu. Obnovljena je i vraćena na zgradu općine 2018. godine.

## Novigradsko more
Novigradsko more je duboko uvučeni morski zaljev površine 28,65 km². Povezan je s Velebitskim (Podgorskim ili Planinskim) kanalom na sjeverozapadu Novskim (ili Masleničkim) ždrilom, a s Karinskim morem na JI Karinskim ždrilom. Dužina zaljeva u smjeru zapad-istok je 11,0 km, a najveća širina je 4,8 km. Dužina obala Novigradskog mora je 29,7 km. Najveća dubina od 38 m nalazi se neposredno pri ulazu u Novsko ždrilo, a dubine ispod 30 m zauzimaju samo mali dio ispred Novskog ždrila.
U Novigradsko more ulijeva se Zrmanja, duga 69 km i porječjem od 554 km². Osim Zrmanje značajne su još pritoke Bašćica, Draga, Slapaca i druge manje, a važne su i vode koje dotječu iz Karinskog mora u koje utječu Karišnica i Bijela.
Bašćica je duga 19,5 km, a površina slivne zone je 69². Na njoj su i dva umjetna jezera (Vlacine i Grabovac) izgrađena za potrebe natapanja poljoprivrednih površina. Novigradska Draga dužine oko 11 km s Mošunjom (duga oko 10 km), ima slivnu zonu površine oko 58 km&sup2, ali su tokovi slabi i gube vodu u brojnim ponorima, tako da vode rijetko dopiru do mora u samom Novigradu.
Samo Novsko ždrilo vrlo je strmo usječeno u vapnence krškog poda pa se često naziva kanjonom, jer se radi o duboko usječenom klancu tj. sutjesci. Ovaj tjesnac nastao je dugotrajnom riječnom erozijom Zrmanje u doba nakon sto je, otprilike prije 40.000 godina ta rijeka skrenula svoj tok prema zapadu (prije je otjecala ka Krki) i kada je imala znatno veću snagu nego danas, a morska obala se nalazila znatno dalje od današnje. Izdizanjem morske razine zbog otapanja leda na polovima i visokim planinama nakon prestanka posljednjeg ledenog doba, potopljeno je ne samo ovo ždrilo nego i cio Velebitski kanal i Sjeverni Jadran. 
Nagibi padina u ždrilu dostižu i 60°, a nisu rijetki pojedini gotovo potpuno okomiti odsjeci. Kolebanja temperatura mora u zaljevu su znatna zbog dotoka hladne vode zimi i jakog zagrijavanja ljeti, pa dosežu i do 22°C na oko 5 m dubine. Za jakih zimskih hladnoća površina mora zna i zalediti, pa i u cjelokupnoj površini. 
Slanoća Novigradskog mora je manja nego otvorena Jadrana i povećava se s dubinom jer se zaslađena voda, specifično lakša, drži površinskog sloja. Salinitet na površini varira između 1,46‰ i 35,77‰, a u dubljim slojevima između 35‰ i 38‰. Zbog veće količine različitih mineralnih soli (silikati), prozirnost obično nije veća od 5 m.
Novigradsko more je i dragocjen izvor hrane. Postoje prirodni preduvjeti za rast pojedinih školjaka i zadržavanje ribe. Umjetan uzgoj dosad nije dao većih rezultata jer očigledno nisu uzeti u obzir svi prirodni i društveni činitelji koji utječu na složenu životnu ravnotežu u ovom moru.
Negativni utjecaj nekadašnje tvornice glinice kod Obrovca, buka današnjih glisera i brodova, otpadne vode, prenaglašena izgradnja uz same obale itd., prijetnja su biološkoj ravnoteži u donjem toku Zrmanje i Novigradskom moru, pa se obnovi i očuvanju ovog bisera Jadrana mora posvetiti pojačana pažnja i briga kako ne bi došlo do promjena koje bi mogle bitno devastirati sam akvatorij, a time pogoršati i uvjete života ljudi na njegovim obalama.

## Obrazovanje
Pobjednik natječaja za najljepši vrt u primorskoj Hrvatskoj je Osnovna Škola Novigrad Dalmatinski (novčana nagrada od 10.000 kn) koja je 2004. godine zabljesnula ljepotom pravoga zelenog bisera Jadrana. Sve je počelo još u ratom razorenom Novigradu, kada su učitelji zajedno s djecom, da bi ublažili ratne posljedice počeli obnovu školskog okoliša i školskog vrta. Neposredno nakon povratka iz progonstva, podignuli su mali maslinik, travnjake za igru, cvjetne gredice, kamenjaru sa sukulentima, ljekovitim i aromatičnim biljem. Svi zajedno, djeca i odrasli, stvorili su novu skladnu cjelinu ljepote kamena i cvijeća. U taj prostor uklapa se ribarska barka ukrašena cvjetnim lončanicama. 
Novigrad Dalmatinski na Novigradskom moru zbog ljepote ove male škole, prava je cvjetna oaza zadarskoga zaleđa.

## Spomenici i znamenitosti
Sakralni objekti
- U tvrđavi Fortici danas se nalaze ostaci kapele Sv. Barbare.
- Župna crkva rođenja Blažene Djevice Marije
- Na ulazu u luku nalazi se crkvica sv. Nikole iz 1800. godine.
- Izvan gradskih zidina nalazi se srednjovjekovna crkva sv. Kate s ostacima benediktinskog i franjevačkog samostana.
- Unutar zidina 1500. g. sagrađena je na starijim temeljima crkva sv. Marije pretvorena u školu krajem 19. st., nakon sto je izvan zidina sagrađena nova župna crkva.
- Crkva Sv. Martina u Pridragi. U župnoj crkvi čuva se "Paško zvono" koje su Pažani 1587. darovali Novigradu.
- U istoj crkvi nalazi se zavjetni kip Gospe od sedam žalosti iz 16. st. koji se posebno štuje.

## Kultura
Matica hrvatska - Povjereništvo Novigrad izdaje Novski litopis. 
- 1999. godine je izašao prvi broj
- Drugi broj 2000. godine
- treći i četvrti broj su izašli kao dvobroj 2002. godine
- Urednik: Jadran Anzulović.
- Uredništvo: Tomislav Grbin (grafičko uređenje), Željko Karavida (fotografija), Ivana Vlatković (lektura
- Naklada: 700 komada.
- Tisak: Grafotehna, Zadar.
- Broj pod kojim se časopis vodi u Nacionalnoj i sveučilišnoj knjižnici: ISSN 1333-5383

## Šport
- NK NOŠK (najstariji i najpoznatiji)
- košarkaški klub "NOVIGRAD"
- boćarski klub
- streličarsko društvo
- šahovski klub
- kartaški klub NOŠK
- plivački maraton Novigrad-Maslenica

## Poznate osobe
- Marko Sinovčić
- Slobodan Kaštela, član suradnik HAZU, stručnjak prometnog prava
- Miljenko Milanković, dječji pjesnik

## Vanjske poveznice
- Turistička zajednica općine Novigrad  Arhivirana inačica izvorne stranice od 19. prosinca 2021. (Wayback Machine)

|  | Portal Hrvatske – Pristup člancima s tematikom o Hrvatskoj. |